# Crassicrus cocona
La tarántula de agua honda (Crassicrus cocona) es un arácnido de la familia Theraphosidae del orden Araneae, fue descrita por Candia-Ramírez y Francke en 2017.

## Clasificación y descripción
El nombre de género Crassicrus tiene su raíz del latín crass que significa “ancho” y crus “pata”. El nombre específico cocona es en aposición a la lengua zoque, que es de la que deriva el nombre de las grutas cercanas a la localidad tipo. La palabra “coconá” significa “agua honda”.
El carapacho de color café vivo con la región del tubérculo ocular con sedas café cobrizo iridiscentes; región cefálica ligeramente más oscura; superficie cubierta por sedas grisáceas pequeñas dirigidas hacia fuera, de las que sobresalen sedas negras y delgadas; los surcos de la región torácica está cubiertos por líneas de sedas café cobrizo intercaladas con sedas largas y gruesas. Borde del carapacho cubierto de sedas negruzcas y café cobrizo, que en la parte más externa están intercaladas con sedas de tonalidad violácea; cerca del borde se encuentran sedas negras espiniformes. Carapacho de forma semi-cordada, más ancho a la altura de la coxa II; sin protuberancias pronunciadas; caput ligeramente elevado. Margen anterior del carapacho cubierto de sedas amarillentas delgadas, intercaladas con sedas gruesas, negruzcas basalmente y apicalmente se vuelven amarillentas, las cuales se dirigen antero-prolateralmente.
Quelíceros más largos que anchos, de color café, superficie cubierta por sedas blanquecinas intercaladas con sedas color café cobrizo iridiscentes y negruzcas; en la región dorso-prolateral hay sedas muy largas que en su mitad basal son café y en su mitad apical son amarillentas. Labio más ancho que largo; de coloración rojiza, superficie cubierta por pequeñas sedas café que están intercaladas con sedas más largas, con 53 cúspulas en la región anterior las cuales son largas y afiladas.
Todos los segmentos de las patas son de color café oscuro. Las coxas y trocánteres presentan sedas café oscuro y violáceas en la región dorsal. Superficie prolateral de las coxas con sedas espiniformes cónicas muy pequeñas, que se vuelven más grandes cerca de la región ventral. Superficie retrolateral superior de las maxilas y coxas I-III cubierta por sedas espiniformes cónicas pequeñas y poco abundantes. Fémures cubiertos por sedas negruzcas finas y pequeñas que están intercaladas con sedas violáceas. Superficie de todos los demás segmentos cubierta por sedas pequeñas, finas y negruzcas, de las que sobresalen sedas negras más largas y gruesas. Patelas y tibias con dos líneas longitudinales poco notorias.
Abdomen más largo que ancho. Superficie cubierta por sedas pequeñas negras y delgadas que están intercaladas con sedas naranja muy largas. Debajo de las sedas negras se asoma pubescencia de color oscuro que corresponde al parche de sedas urticantes.

## Distribución
Esta especie se distribuye en México en los estados de Tabasco y Chiapas.

## Hábitat terrestre
Se les han encontrado en madrigueras rectas de hasta 30 cm de profundidad, que pueden ser paralelas o perpendiculares a la superficie, con entrada circular y la vegetación circundante a estas está cubierta de seda.

## Estado de conservación
No se encuentra dentro de ninguna categoría de riesgo en las normas nacionales o internacionales.